# Il giardino dei segreti
Il giardino dei segreti è un romanzo della scrittrice Kate Morton pubblicato per la prima volta in Australia il 1º luglio 2008, dalla casa editrice Allen & Unwin. In Italia venne tradotto e pubblicato nel maggio del 2010 dalla Sperling & Kupfer. In un intrigo di suspense, mistero e avventura, il romanzo racconta, da diversi punti di vista, l'ordita storia di tre donne di tre diverse epoche storiche, legate da oscuri segreti e legami di parentela: la misteriosa e giovane Eliza, vissuta nei primi anni del 1900, l'anziana, determinata e severa Nell degli anni '70 e la forte e bella Cassandra, nel XXI secolo.

## Trama

### Parte Prima
La storia della prima donna inizia nel 1913 dove, sulle coste inglesi, una bambina di appena quattro anni viene nascosta da una donna misteriosa, l'autrice, su una nave diretta verso l'Australia. La donna promette alla bambina che presto sarebbe tornata e che avrebbe rivisto i suoi genitori. Tuttavia, non torna prima della partenza della nave, per cui la bambina si trova sola e diretta verso un mondo nuovo.
La storia si sposta a Brisbane, nell'anno 1930, alla grande festa del ventunesimo compleanno di Nell. Il padre, Hugh, dopo diversi tentennamenti, decide di rivelare alla figlia il segreto delle sue origini, un terribile segreto che la condurrà allo demolizione della sua identità.
La narrazione fa un ulteriore salto temporale, conducendo il lettore nell'anno 2005, in un ospedale dove Cassandra si trova al capezzale della ormai delirante e morente nonna Nell. Dopo la cerimonia funebre, la ragazza viene a sapere da due prozie, Phyllis e Dot, che Nell non era realmente loro sorella biologica, ma venne trovata su una banchina del porto di Maryborough e condotta a casa dal loro padre Hugh, all'epoca capitano del porto. Hugh decise, insieme alla moglie Lil, di trasferirsi con la bambina, dove nessuno poteva sapere che non era loro figlia e di non consegnarla ad Henri Mansell, un uomo che la stava cercando per conto della sua famiglia biologica. Le zie rivelano inoltre a Cassandra, che tutto ciò che Nell possedeva della sua vita precedente era contenuto in una piccola valigia bianca con fibbie d'argento, con la quale il padre l'aveva trovata al porto insieme alla bambina, e riconsegnata solo dopo la morte di Hugh, diverse decine di anni dopo, quando Nell era ormai ultracinquantenne. Cassandra, al contrario delle zie, sapeva perfettamente cosa contenesse la valigia, perché il giorno in cui la madre Lesley, figlia di Nell, l'aveva meschinamente “abbandonata“ a casa della nonna, lei aveva trovato nel seminterrato proprio quel piccolo bagaglio bianco, e, non resistendo alla tentazione, lo aveva aperto rivelandone il contenuto: una vecchia spazzola d'argento, un vestitino bianco e un bellissimo libro di fiabe illustrato da meravigliosi bozzetti intitolato, “Racconti magici per fanciulli e fanciulle”, di Eliza Makepeace.
Una settimana dopo la morte di Nell, il suo vecchio amico Ben si reca a trovare Cassandra per rendere note le ultime volontà della defunta, la quale aveva già deciso molto tempo prima di lasciare tutto alla nipote, compresa un'ultima sorpresa: gli atti di proprietà di un cottage inglese situato nella regione della Cornovaglia, nei pressi di un villaggio chiamato Tregenna. Non molto tempo dopo, Ben torna a trovare Cassandra nel negozio di antiquariato di Nell per mostrarle una foto del cottage e riferirle che una volta apparteneva al casato dei Mountrachet, la cui figlia Rose aveva sposato un noto pittore statunitense, Nathaniel Walker. Cassandra decide di partire per l'Inghilterra, dove Ben le assicura che verrà ospitata dalla figlia Ruby, che abita a Londra, e dove lei potrà seguire, come la nonna fece prima di lei, gli indizi che la porteranno a scoprire le sue radici e quindi se stessa.
La vicenda fa un ulteriore salto temporale, indietro di quarant'anni, al 1975, e vede Nell su un aereo diretta in Inghilterra, mentre riflette sul fatto che il punto di partenza dalla quale avrebbe riscoperto il suo passato e le sue origini, era il libro di fiabe regalatole dall'autrice trovato nella sua piccola valigia: poco dopo, le tornano in mente anche alcuni ricordi sul suo padre naturale e sui bambini con i quali aveva affrontato la lunga traversata verso l'Australia, Will e Sally. Quando Nell giunge a Londra, si reca al negozio di libri dell'anziano Signor Snelgrove, che la informa che del libro in suo possesso è esistita solo un'edizione e che le illustrazioni di Nathaniel Walker aumentano ancor di più il suo già alto valore. A questo punto, Nell riceve, e successivamente acquista da Snelgrove, un libro contenente una breve biografia di Eliza Makepeace, sfuggente e misteriosa autrice del libro di fiabe. La scena torna brevemente a concentrarsi su Cassandra che, leggendo un diario di Nell, scopre che la nonna non era tornata in Inghilterra dopo il suo primo viaggio durante il quale aveva acquistato Cliff Cottage, poiché si era fatta carico di crescere la nipote che la figlia Lesley le aveva “affidato”, senza scomporsi minimamente o far intendere che i suoi piani per il futuro erano stati appena stravolti.
La narrazione, poi, va ancora più indietro nel tempo, nella Londra del 1900, quando la piccola Eliza Makepeace e il fratello gemello Sammy hanno solo dodici anni. I due bambini vengono ospitati da una crudele e povera famiglia londinese, gli Swindell, ai quali la madre Georgiana ha affidato i suoi bambini dopo la sua morte. In questa famiglia, i bambini vengono sottoposti a ogni forma di sopruso. 
La scena a questo punto si sposta in avanti nel tempo, esattamente nel 2005, quando Cassandra giunge a Londra e viene ospitata a casa della figlia dell'amico Ben. Il giorno seguente, la protagonista si reca a trovare un'amica nel museo dove lavora, la quale, entusiasta, le mostra alcuni bozzetti incompiuti di Nathaniel Walker avuti in prestito da Clara, una gentile signora che li ha ereditati dalla madre, Mary, che lavorava come domestica dai Mountrachet nella tenuta del castello di Blackhurst, ora diventato un hotel, la stessa alla quale apparteneva il cottage di Nell.
La narrazione nuovamente indietro al 1900, quando, in una tetra giornata di nebbia, Sammy ed Eliza decidono di giocare a Jack lo Squartatore mentre i signori Swindell sono assenti. I due si stanno divertendo, quando improvvisamente qualcosa va storto e un cavallo imbizzarrito colpisce con un possente colpo di zoccolo il petto di Sammy, uccidendolo. Eliza è distrutta dal dolore, vorrebbe seppellire il fratello vicino alla madre, ma, per mancanza di soldi e anche per pura cattiveria, la perfida signora Swindell decide di fare al bambino il semplice e cosiddetto, “funerale dei poveri”. Il giorno seguente, Eliza decide, in un certo senso, di far vivere il fratello dentro di sé, indossando i suoi abiti e tagliandosi i capelli come lui.
La scena ora si concentra sulla Nell del 1975: ha scoperto l'indirizzo della casa dove abitava Eliza nel corso della sua infanzia, trovandosi di fronte un'anziana signora: Harriet Swindell. Successivamente, Nell riscopre il nome della madre e del padre, Rose Mountrachet e Nathaniel Walker, venendo a sapere della loro tragica morte in un incidente ferroviario nel 1913, lo stesso anno in cui l'autrice Eliza la rapì e Hugh la trovò sola al porto di Maryborough. Si rende presto conto che le informazioni che cerca non possono essere ricavate da un archivio, ma da qualcuno che le conosce in prima persona, e questo può avvenire solo nel paese di Tregenna.
La narrazione ritorna al 1900 quando la Signora Swindell decise di "cedere" Eliza a due “pie donne” che la condurranno in una casa di correzione, quando all'improvviso si presenta un uomo in carrozza che reclama la bambina affermando di doverla riconsegnare alla famiglia materna su ordine di Lord Mountrachet nella tenuta di Blackhurst Manor in Cornovaglia. Eliza non perde tempo e sale sulla carrozza dimenticandosi un preziosissimo cimelio segreto della madre, una spilla, nascosta nella canna fumaria degli Swindell. Eliza si rende improvvisamente conto di non essere sola a bordo della carrozza: davanti a lei si trova un uomo con un completo scuro e degli occhiali pinzati sul naso che riconosce dalla descrizione della madre, la quale lo soprannominava l'Uomo Cattivo e dal quale metteva sempre in guardia i suoi due figli.

### Parte Seconda
L'uomo si presenta ad Eliza dicendo di chiamarsi Mansell, scendendo dalla carrozza poco prima dell'arrivo a Blackhurst. Quando Eliza giunge a destinazione, è ormai notte fonda, ma viene presentata immediatamente alla bellissima ma severa Lady Mountrachet, moglie di Linus, fratello di Georgiana. Il mattino dopo, al suo risveglio, Eliza incontra Mary, una domestica che diventerà presto sua amica, che le serve una sontuosa colazione e rivelandogli la grande vicinanza della tenuta al mare: Eliza è molto emozionata: il giorno stesso si reca alla spiaggia dove non resiste alla tentazione di farsi un bagno. Tornando a Blackhurst incontra Davies, il giardiniere della tenuta, che le rivela la presenza di un labirinto di siepi, oltre il quale si trovano un giardino e un cottage. Il giardiniere la informa anche dell'esistenza di una figlia dei nobili Mountrachet, Rose, una ragazzina che non esce mai di casa a causa di problemi di salute.
La narrazione torna nuovamente al 2005, quando Cassandra, giunta in Cornovaglia e presa una stanza al Blackhurst Hotel, riflette sul tragico evento che ottenebra il suo passato e le impedisce di vivere con serenità il presente: la morte drammatica del marito Nick e del loro bambino Leo in uno spaventoso incidente d'auto. È a questo punto che ricorda quanto Nell le sia stata accanto in quel periodo difficile ed anche che ciò che sta facendo lei ora, scoprire le loro origini, lo deve a lei. Il giorno seguente Cassandra incontra, sulla ripida strada che costeggia la scogliera e conduce al cottage che giace in uno stato di completo abbandono, i coniugi Robyn, la moglie è impiegata all'archivio storico locale, ed Henry, figlio del gestore della compravendita di Cliff Cottage. Poco dopo Robyn rivela di aver conosciuto Nell trent'anni prima, e questo permette al narratore di tornare indietro a quel momento.
Nel 1975 Nell decide, dopo essere arrivata a Tregenna, di visitare il museo locale dove conosce Robyn, la quale le propone di andare a trovare il suo anziano nonno William, detto “Gump”. Nell resta a cena da loro, e viene a sapere del cottage e delle origini della famiglia Mountrachet, diventata nobile dopo aver saccheggiato una ricca nave sul punto di affondare lasciandovi l'intero equipaggio. A questo punto la storia riprende nel 1900 dal punto di vista della cugina di Eliza, Rose, affrontandone la storia e i problemi di salute che la affliggono. La bambina viene presto a sapere dalla madre della presenza di Eliza a Blackhurst: la ragazzina le viene poco dopo assegnata come pupilla. Il punto di vista passa ad Adeline, mentre rivive i ricordi delle sue umili origini nello Yorkshire, origini a lungo nascoste, comportandosi sempre in maniera irreprensibile, e da lì, ai suoi problemi matrimoniali con il marito Linus, interessato a nient'altro che alla fotografia. La vicenda riprende sette anni dopo quando le due coetanee sono ormai maggiorenni: Rose si fidanza e successivamente si sposa, con il povero ma talentuoso pittore americano Nathaniel Walker, mentre Eliza inizia una carriera come scrittrice di fiabe, alimentando la sua passione per i racconti che possiede fin da quando era bambina, trasferendosi nel cottage in fondo al labirinto.

### Parte Terza
L'immensa felicità di Rose non è però destinata a durare, poiché non riesce a rimanere incinta solo per pochi giorni. Si angoscia e dispera all'idea di non poter dare un erede al marito, tanto da licenziare Mary, una domestica rimasta incinta per sbaglio. La scoperta di questa gravidanza conduce Cassandra a credere che la vera madre di Nell sia proprio Mary, ma ben presto viene a sapere da Clara, sua figlia, che quella gravidanza si interruppe per sbaglio dopo poche settimane. Nel 1909 la salute di Rose inizia a peggiorare drasticamente, e questo spinge Adeline a convincere la figlia a chiedere ad Eliza il tremendo favore di generare un erede a Nathaniel. Eliza accetta, e, quando la bambina viene alla luce, viene presto affidata alle cure di Rose e Nathaniel che la crescono come se fosse loro figlia. Dopo quattro anni, Eliza decide di lasciare alla piccola un dono, un libro di fiabe da lei scritto, che darà inizio, molti anni più tardi, alla ricerca della verità di Nell e Cassandra, dando così il pretesto a Rose di voler trasferirsi in Australia. Mentre si trova su un treno insieme al marito, rimangono entrambi vittime di un terribile incidente. Eliza non può lasciare la bambina, la piccola Ivory, alla zia Adeline, per questo decide di imbarcarla su una nave diretta in Australia. Subito dopo si reca a casa degli Swindell, dove riprende la spilla appartenuta alla madre con l'intenzione di tornare subito dopo alla nave, ma viene sedata da Henry Mansell, ingaggiato da Adeline per riportare a Blackhurst le nipoti. La nave parte, e quando Eliza tenta di fuggire dalla carrozza che la sta trasportando, Mansell tenta di fermarla, ma lei cade, morendo di lì a poco. Il suo corpo viene portato a destinazione e seppellito nel labirinto insieme alla spilla. Nel presente, Cassandra supera finalmente la morte di Nick e Leo, e si prepara a iniziare una nuova vita in Inghilterra con Christian, nel cottage, che, insieme a lui ristrutturerà.